# كريسي ميتز
كريستين ميشيل «كريسي» ميتز (ولدت بتاريخ 29 سبتمبر 1980) هي ممثلة أمريكية.

## حياتها
ميتز أثيرت في هومستيد بولاية فلوريدا.و عاشت سنوات طفولتها في اليابان، حيث كان والدها مارك ميتز يعمل مع القوات البحرية للولايات المتحدة. انتقلت أسرتها فيما بعد إلى غينزفيل بولاية فلوريدا. حيث نشأت مع أمها دينيس هودج وزوجها مع شقيقيها ونصف شقيقين آخرين.

## مسيرتها المهنية
عُرفت ميتز عن لعبها دور كيت بيرسون في دراما هيئة الإذاعة الوطنية بعنوان هؤلاء نحنالذي ترشحت من أجله على جائزة إيمي وجائزة غولدن غلوب. وهي معروفة أيضا لها دور في مسلسل قصة رعب أمريكية: عرض وحوش.
كما أنميتز هي مغنية في فرقتها Chrissy and The Vapors.

## حياتها الشخصية
تزوجت ميتز في 5 يناير 2008 الصحفي البريطاني مارتن إيدن  في سانتا باربرا بولاية كاليفورنيا وقد أقيم احتفالهما على شاطئ البحر. لكنهما انفصلا في يناير 2013، وطلب إيدن الطلاق منها في نوفمبر 2014 قائلا أن السبب هو  «خلافات لا يمكن حلها» وطُلقا بصفة نهائية بتاريخ 11 ديسمبر 2015.

## أعمالها

### الفيلم
| السنة | العنوان                 | الددور      | ملاحظات                               |
| ----- | ----------------------- | ----------- | ------------------------------------- |
| 2007  | Loveless in Los Angeles | بوني        |                                       |
| 2008  | The Onion Movie         | فتاة سمنية  |                                       |
| 2018  | سييرا بورغيس هي فاشلة   | أم فيرونيكا | الفيلم ما زال في مرحلة ما بعد الإنتاج |

### المسلسلات
| العام         | العنوان                     | دور                 | ملاحظات |
| ------------- | --------------------------- | ------------------- | --- |
| 2005          | أنتوراج                     | مكافحة فتاة         | |
| 2005          | كل منا                      | روبي                | |
| 2008          | اسمي إيرل                   |                     | |
| 2009          | Solving Charlie             | ماغي هارمون         | فيلم تلفزيوني |
| 2010          | Huge                        | شوشانا              | الحلقة: "ليلة المواهب" |
| 2014-2015     | قصة رعب أمريكية: عرض الوحوش | باربرا / إيما ويغلز | ظهرت في خمس حلقات |
| 2016–حتى الآن | هؤلاء نحن                   | كيت بيرسون          | دور رئيسي ترشحت لـ—جائزة غولدن غلوب لأفضل ممثلة – مسلسل، مسلسل قصير أو فيلم تلفزيوني وكذلك—جائزة إيمي لأفضل ممثلة مساعدة في مسلسل درامي وكذلك—جائزة اختيار المراهقين |

## روابط خارجية
- كريسي ميتز على موقع IMDb (الإنجليزية)
- كريسي ميتز على موقع روتن توميتوز (الإنجليزية)
- كريسي ميتز على موقع ألو سيني (الفرنسية)
- كريسي ميتز على موقع ميوزك برينز (الإنجليزية)
- كريسي ميتز على موقع بوكس أوفيس موجو (الإنجليزية)
- كريسي ميتز على موقع ديسكوغز (الإنجليزية)
- كريسي ميتز على موقع قاعدة بيانات الفيلم (الإنجليزية)